# イヴァン・ブーニン
イヴァン・アレクセーエヴィチ・ブーニン（ロシア語: Ива́н Алексе́евич Бу́нин, ラテン文字転写: Ivan Alekseevich Bunin, 1870年10月22日（ユリウス暦10月10日） - 1953年11月8日）は、ロシア帝国出身の作家である。ロシア革命後、フランスへ亡命。ロシア人小説家としては初のノーベル文学賞を受賞している。

## 経歴
ヴォロネジの地主の家に生まれる。父親の放蕩のため家は没落。17歳で詩人としてデビューののち、新聞記者、図書館司書などの職に就きながら短編小説を発表、アントン・チェーホフ、レフ・トルストイ、マクシム・ゴーリキーなどの知遇を得る。翻訳家としても評価され、ロングフェローの詩の訳により1903年プーシキン賞を受賞、1909年にアカデミー会員となる。また長編小説でも名声は高まり、1912年から1914年までカプリ島にゴーリキーを訪ねて滞在した。革命によりオデッサに二年滞在したのち、フランスへ亡命し、ロシア語で作品を書き続け、1933年ノーベル賞を受賞。第二次世界大戦中はナチスに抵抗し、ユダヤ人を自宅に匿ったという。
トルストイを尊敬し、フョードル・ドストエフスキーを評価しなかった。仏教を研究し、最古の仏典スッタニパータとオルデンベルクの『ブッダ』を座右の書とした。
2014年、ニキータ・ミハルコフがその「日射病」を「サンストローク」として映画化した。

## 主要作品
- 村（英語版）
- 乾いた谷（英語版）

## 日本語訳
- 『生活の盃』原久一郎訳、新潮社、1923
- 『村』中村白葉 訳　ノーベル賞文学叢書、今日の問題社、1941。復刻・本の友社、2006
- 『ミーチャの恋・エラーギン騎兵少尉の事件』原卓也訳、<ノーベル賞文学全集 7>主婦の友社、1971
- 『アルセーニエフの青春』高山旭訳、河出書房新社、1975
- 『トルストイの解脱』高山旭訳、冨山房、1986
- 『日射病』小泉猛訳、集英社：ギャラリー<世界の文学15 ロシアⅢ>、1990

ニキータ・ミハルコフ監督「サンストローク」原作
- 『暗い並木道　イワン・ブーニン短編集』原卓也訳、国際言語文化振興財団、1998
- 『アントーノフカ』町田清朗訳、未知谷、2007
- 『ミーチャの恋・日射病 他十篇』高橋知之訳、岩波文庫、2025

「ブーニン作品集」
- 『ブーニン作品集1　村　スホドール』望月哲男・利府佳名子・岩本和久・坂内知子訳、群像社、2014
- 『ブーニン作品集2』、未刊行
- 『ブーニン作品集3　たゆたう春　夜』岩本和久・坂内知子訳、群像社、2003
- 『ブーニン作品集4　アルセーニエフの人生　青春』望月恒子訳・解説、群像社、2019
- 『ブーニン作品集5　呪われた日々　チェーホフのこと』佐藤祥子・尾家順子・利府佳名子訳、群像社、2003